# Paul Hammond
Paul Hammond (Marlow, 1952 – 1992) è stato un batterista britannico.

## Biografia
Nato a Marlow, Buckinghamshire, Hammond cominciò a suonare la batteria all’età di dodici anni. Successivamente entrò a far parte dei The Farm.
Nell’estate del 1970 venne reclutato dagli Atomic Rooster al posto di Ric Parnell, temporaneo sostituto del precedente batterista Carl Palmer, dipartito per costituire Emerson, Lake & Palmer. Paul Hammond alla batteria, John Cann, chitarra e voce e Vincent Crane alle tastiere incisero già nel settembre 1970 l’album  Death Walks Behind You, seguito dai singoli di successo  "Tomorrow Night" e "Devil's Answer".
Dopo la registrazione di  In Hearing of Atomic Rooster nell’estate del 1971, Hammond lasciò il gruppo insieme a Cann. I due uniti al cantante Al Shaw, solo per breve tempo e al bassista John Gustafson formarono prima i Daemon, che successivamente cambiarono il nome in Bullet e poi ancora in Hard Stuff. Sotto questo nome il trio registrò Bulletproof  nel 1972 e Bolex Dementia nel 1973 prima di sciogliersi  per le conseguenze di un incidente d’auto  in cui furono coinvolti Hammond e Cann in Belgio, durante il ritorno da una tournée in Germania. Hammond riportò gravi fratture alle gambe e impiegò due anni per ristabilirsi.
Nel 1977 Hammond divenne membro dei  T.H.E. con Pete Newnham (Cockney Rebel) e Mike Marchant (Third Ear Band), ed un singolo, non di successo,  "Rudi" fu pubblicato sotto il nome di Pete Newnham. Più tardi raggiunse The Intellektuals, un complesso art punk di Londra, guidato da Jack Hues and Nick Feldman, in seguito fondatori del gruppo pop Wang Chung.
Hammond poi lavorò nell’album solista di John Du Cann The World's Not Big Enough (Cann nel frattempo aveva modificato il suo cognome) e nel 1980 si riaggregò agli Atomic Rooster, che tornarono così alla formazione Hammond, Du Cann e Crane. Dopo l’insuccesso di Headline News  nel 1983, il gruppo si sciolse definitivamente
Hammond morì di overdose da sostanze stupefacenti nel 1992.

## Discografia
Atomic Rooster
- 1970 Death walks behind you
- 1971 In hearing of Atomic Rooster
- 1983 Headlines news

Demon
- 1971 The entrance to hell

Hard Stuff
- 1972 Bulletproof
- 1973 Bolex dementia